# Заклинач змій
Заклинатель змій  — одна з найдавніших професій в Індії. Мистецтво заклинання змій зародилося в Єгипті. Популярність професії заклинателя змій зросла в ХХ столітті і широко використовувалася для залучення туристів в Індію. Одним з наймайстерніших заклинателів змій вважається Шейх Мусу з Луксора.
Існує кілька теорій дресирування змій. Одна з них — це дресирування з використанням ударів флейтою, в результаті чого змія боїться флейти і відхиляється від неї, що створює ілюзію танцю в такт звукам флейти.

## Короткі відомості

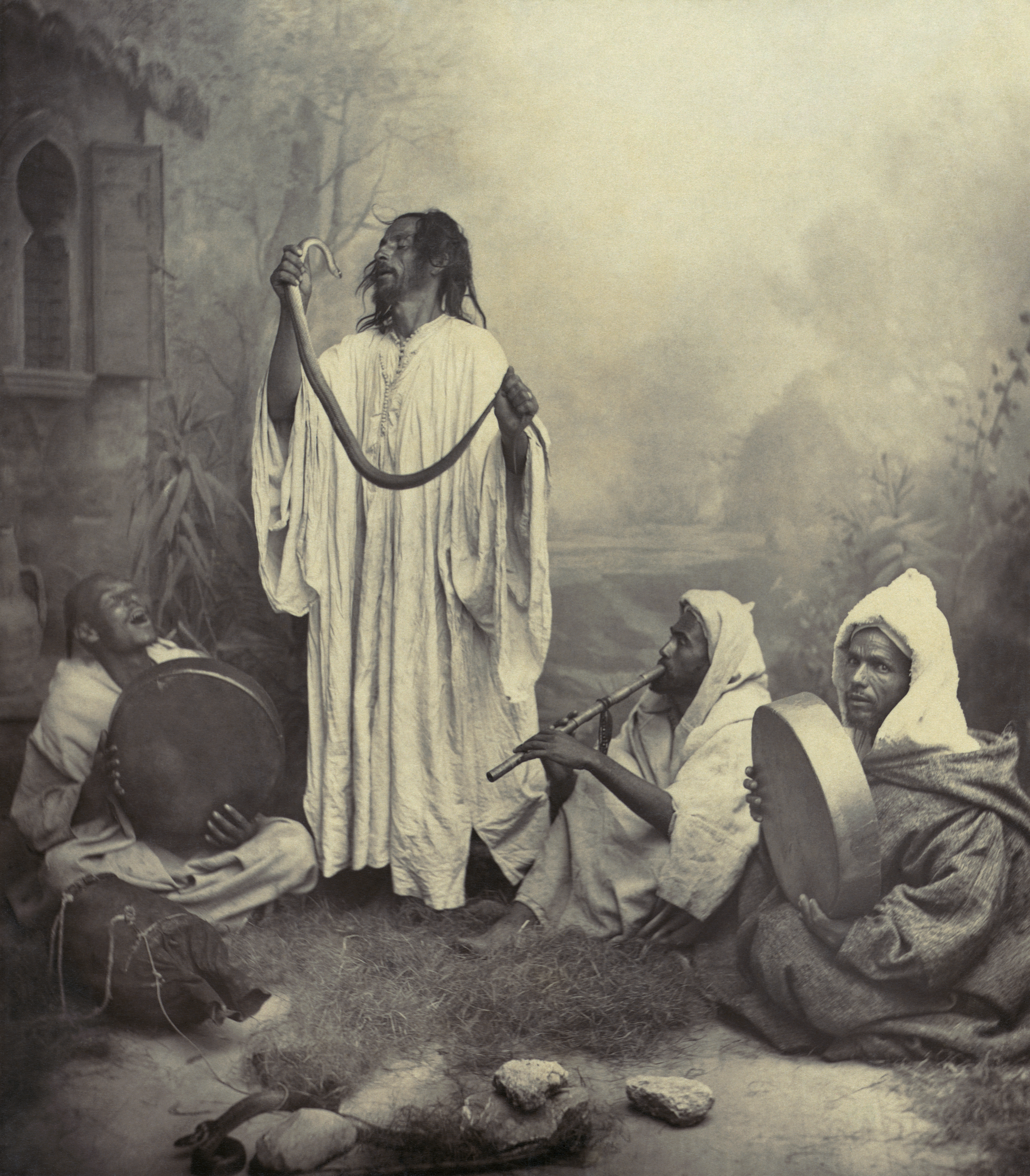
Заклинателі змій у Танжері, Марокко. Кінець XIX століття

За словами Альфреда Брема, «Змії, які знаходяться в неволі, поступово набирають дружні стосунки з доглядаючою за ними людиною, беруть пропоновану їм їжу у нього з рук або з щипців, дозволяють торкатися до себе, брати, носити в руках і навіть можуть бути до деякої міри дресировані; але щирої прихильності до господаря зовсім не помічається, а швидше навіть спостерігається зворотне у сильних видів або здатних до оборони завдяки їх отруйним зубам».
Про дресирування у власному розумінні слова тут мови бути не може. Спритний індус або брамін може проробляти фокуси з кожної змією, тільки що спійманою або  яку довго тримав під замком. Все мистецтво заклинателів засноване на точних знаннях характеру та вдачі змій і уважності самого заклинателя. Заклинатель змій намагається звичайно призвести змію спочатку в спокійний, сонний стан. Для цього він починає грати на спеціальному кларнеті або дудці протяжну, тужливу і одноманітну мелодію, все ще не зводячи очей зі змії, дивлячись на неї пильним поглядом. Коли змія цілком заспокоїлася або впала навіть в стан сонливості, її очі дивляться вже нерухомо, ніби зачаровані, на заклинателя, тоді він користується цією миттю слабкості змії, обережно наближається до неї, не перестаючи грати, і проробляє з нею свої фокуси. Слід ще додати, що пристальність погляду не грає особливої ролі й застосовується далеко не всіма заклинателями.
Індуси, браміни і єгиптяни ведуть гру з найотруйнішими зміями; в руках заклинателів можна бачити: очкову змію (кобру), аспіда і королівську наю. У тих змій, яких постійно використовують для вистав, майже завжди надзвичайно ретельно виривають отруйні зуби. Тим не менш, слід визнати, що досвідчені заклинателі чудово справляються і з такими отруйними зміями, які цілком володіють своєю смертоносною зброєю.